# Maškova zahrada
Maškova zahrada je arboretum bývalé šlechtitelské stanice v Turnově v okrese Semily v Libereckém kraji, které fungovalo jako zásobní sbírka dřevin pěstovaná a vyšlechtěná Vojtěchem Maškem, zahradníkem knížete Rohana, pro zámek Sychrov. 23 významných dřevin bylo vyhlášeno památnými stromy. Realizována je úprava jižní části území na sportovní a rekreační areál.
28. října 2015 byl slavnostně otevřen zimní stadion. Venkovní koupaliště by mělo být podle harmonogramu předáno stavební firmou na konci května 2016.

## Seznam památných stromů
- smrk ztepilý Picea abies
- jedle ojíněná Abies concolor
- borovice černá Pinus nigra
- tis červený Taxus baccata
- buk lesní nachový Fagus sylvatica 'Atropunicea'
- buk lesní převislý Fagus sylvatica 'Pendula'
- jabloň lesní Malus sylvestris
- jinan dvoulaločný Ginkgo biloba
- liliovník tulipánokvětý Liriodendron tulipifera
- šácholan přišpičatělý Magnolia acuminata
- korkovník amurský Phellodendron amurense
- jilm Ulmus sp.
- bříza Betula sp.
- buk Rohanův Fagus sylvatica 'Rohanii'
- pěnišník Rhododendron sp.
- jírovec drobnokvětý Aesculus parviflora
- brslen křídlatý Euonymus alatus
- vilín viržinský Hamamelis virginiana
- muchovník kanadský Amelanchier canadensis
- dřišťál Thunbergův Berberis thunbergii
- kalina Carlesiova Viburnum carlesii
- tis Washingtonův Taxus baccata 'Washingtonii'

Každý z druhů je zastoupen jedním exemplářem vyjma korkovníku, kterého v arboretu rostou dva zástupci.

## Historie
Arboretum založil Vojtěch Mašek pro knížete Rohana. Nejznámější strom parku byl nazván právě po něm – Rohanův buk (název se ujal i jako botanické označení buk Rohanův). Část arboreta zanikla při výstavbě rychlostní komunikace ve směru na Lažany. Zaniknout měl i buk, ale nakonec byla právě kvůli unikátnímu stromu trasa mírně odkloněna, díky čemuž zůstal zachován.

## Archeologická lokalita
V místě Maškovy zahrady byl v letech 1995 až 2001 proveden velkoplošný archeologický výzkum o rozsahu zhruba 8 hektarů. Objeveny byly předměty a známky osídlení z mladší i starší doby bronzové, starší doby železné a starší doby římské.

## Památné a významné stromy v okolí
- Alej Sedmihorky (4,2 km jv.)
- Arboretum Bukovina (4,5 km jjv.)
- Buky na Mariánském hřbitově (0,7 km vsv.)
- Daliměřická lípa (1,4 km s.)
- Dub na Malém Rohozci (2,8 km s.)
- Dub u arboreta Bukovina (4,4 km jjv.)
- Dub u hotelové školy v Turnově (1,4 km sv.)
- Dub u Mikulášského kostela (0,65 km sv.)
- Dub v Sedmihorkách (3,7 km jv.)
- Duby na Mariánském hřbitově (0,7 km vsv.)
- Hrušeň na Hruštici (2,0 km vsv.)
- Lípa Svobody (Turnov) (1,1 km sv.)
- Lípy u kostela v Přepeřích (2,7 km z.)
- Lípa u svatého Antonína (0,35 km jjv.)
- Lípa u školy v Mašově (1,2 km j.)
- Lipová alej Turnov - Sedmihorky (1,8 - 3,9 km jv.)
- Modřín před knihovnou Antonína Marka (1,2 km sv.)
- Nudvojovický jasan (1,1 km z.)
- Platan v Modřišicích (2,4 km zjz.)